# Euplassa inaequalis
Euplassa inaequalis là một loài thực vật có hoa trong họ Quắn hoa. Loài này được (Pohl) Engl. miêu tả khoa học đầu tiên năm 1889.